# Tae Bo
 (juin 2007).
Si vous disposez d'ouvrages ou d'articles de référence ou si vous connaissez des sites web de qualité traitant du thème abordé ici, merci de compléter l'article en donnant les références utiles à sa vérifiabilité et en les liant à la section « Notes et références ».
Le Tae Bo est une discipline sportive mélangeant la boxe et le taekwondo, combinée avec de la musique rythmée. Cette activité sportive a été créée par le champion de taekwondo américain Billy Blanks (7 fois champion du monde de la discipline) à la fin des années 1980.
Très vite, le Tae Bo devient l'activité la plus populaire du centre sportif de Billy Blanks. Il va donner une popularité mondiale à ce nouveau sport grâce à la vente de millions de cassettes vidéo avec des exercices de 55 minutes.

## Origine du nom
Le nom est certes tiré de deux disciplines pratiquées par Billy Blanks, le taekwondo et la boxe, mais c'est un acronyme pour le slogan de l'inventeur du Tae Bo et est synonyme de : « Total Awareness Excellence Body Obedience », soit littéralement « Total, Conscience, Excellence, Obéissance, Corps ».
- Total commitment to whatever you do ( = Engagement total dans tout ce que tu fais)
- Awareness of yourself and the world ( = Conscience de soi et du monde qui t'entoure)
- Excellence, the truest goal in anything you do (Excellence, l'objectif ultime de toute ton action)
- the Body as a force for total change ( = Le corps est l'arme pour un changement total)

## Description de ce sport
Ce sport très intense a de multiples bienfaits comme celui d'augmenter la résistance et l'endurance cardiovasculaire mais aussi d'autres qualités athlétiques telles que la puissance, la force, la souplesse, la détente ou bien encore la coordination des mouvements. On retrouve dans la pratique du Tae Bo de nombreux coups qui viennent du karaté, notamment des coups de pied, bien que le Tae Bo n'ait pas vocation à être une discipline d'auto-défense.

## Classification par couleurs
Les instructeurs reconnus par l'IFAA ont le droit de mettre en œuvre le concept de bandage pour les pratiquants du Tae Bo. Ce concept permet aux participants et aux entraineurs (formateurs) d'être différenciés par des couleurs de bandage différentes.
Un concept semblable aux ceintures de karaté.
Les formateurs TaeBo peuvent organiser des séances d'endurance et de connaissances qui se terminent par une qualification afin de passer au bandage supérieur.
Bandage blanc : pour tous les débutants.
Bandage jaune  : première mise à niveau.
(donné par des instructeurs ayant obtenu le diplôme IFAA Gmbh possédant les bandages Bleu ou supérieurs).
Bandage orange : deuxième mise à niveau.
(donné par des instructeurs ayant obtenu le diplôme IFAA Gmbh possédant les bandages Bleu ou supérieurs).
Seuls les détenteurs de bandages jaunes peuvent y participer.
Bandage vert : troisième mise à niveau.
(donné par des instructeurs ayant obtenu le diplôme IFAA Gmbh possédant les bandages Rouges ou supérieurs).
Seuls les détenteurs de bandages orange peuvent y participer.
En plus de ces 3 niveaux « élèves », il existe la possibilité de passer les bandages « instructeurs » qui sont délivrés à la suite d'une série de stages et d'examens avec un jury de haut niveau.
Bandage bleu : Accès au titre de « Tae Bo Basic Instructor ».
Seuls les détenteurs de bandages verts peuvent y participer.
Bandage rouge : Accès au titre de « Tae Bo Advanced Instructor ».
Seuls les détenteurs de bandages bleus peuvent y participer.